# Schlichtungsstelle Energie
Die Schlichtungsstelle Energie ist die zentrale Schlichtungsstelle für Streitigkeiten zwischen Verbrauchern sowie Energieversorgungsunternehmen. Gegründet als Verein Schlichtungsstelle Energie e. V. mit Sitz in Berlin, nahm sie ihre Arbeit am 1. November 2011 auf.
Rechtsgrundlage für die Einrichtung der Schlichtungsstelle Energie und Anerkennung durch das Bundesministerium für Wirtschaft und Technologie sowie das Bundesministerium für Ernährung, Landwirtschaft und Verbraucherschutz im Oktober 2011 sind seit 4. August 2011 die §§ 111a, 111b und 111c des Energiewirtschaftsgesetzes (EnWG). Energieversorger, Messstellenbetreiber (i. d. R. der Netzbetreiber) und Messdienstleister sind als Unternehmen zur Teilnahme an von Verbrauchern beantragten Schlichtungsverfahren verpflichtet. Verbraucher müssen von diesen Unternehmen auf die Möglichkeit zur Schlichtung hingewiesen werden, wenn sie Beschwerden ablehnend beantworten. Voraussetzung für die Einleitung eines Schlichtungsverfahrens ist, dass sich der Verbraucher zuvor erfolglos an das Unternehmen gewandt hat. Schlichtungsziel ist stets die außergerichtliche und einvernehmliche Beilegung des Streits. Die Schlichtungsempfehlungen sind grundsätzlich rechtlich unverbindlich. Lediglich Energieversorger, die Mitglied des Trägervereins sind, haben sich durch ihren Beitritt zum Akzeptieren der Schlichtersprüche verpflichtet. Das Recht zur Anrufung ordentlicher Gerichte oder Beantragung anderer Verfahren nach dem EnWG bleibt auch während des Schlichtungsverfahrens unbenommen. Dies macht jedoch sodann die Schlichtung hinfällig.
Der Verein wird getragen vom Bundesverband der Energie- und Wasserwirtschaft (BDEW), dem Verbraucherzentrale Bundesverband (vzbv), dem Verband kommunaler Unternehmen (VKU) und dem Bundesverband Neue Energiewirtschaft (bne; bis 2014: Bundesverband Neuer Energieanbieter) und steht allen Energieversorgern zum Beitritt offen. Die Finanzierung erfolgt über Fallpauschalen, die verursachungsgerecht von den Antragsgegnern (Unternehmen) pro Fall getragen werden sollen. Für Verbraucher ist das Schlichtungsverfahren kostenfrei, nur im Falle des offensichtlichen Missbrauchs können vom Verbraucher nach vorherigem Hinweis Entgelte verlangt werden.
Die Schlichtungsstelle besteht aus den tragenden Mitgliedern, der vom Geschäftsführer Thomas Kunde geleiteten Geschäftsstelle, dem Beirat und dem Schlichtungspersonal unter Leitung vom Ombudsmann. Ombudsmann der Schlichtungsstelle Energie war vom 1. November 2011 bis 31. Oktober 2013 Dieter Wolst, ehemaliger Richter am Bundesgerichtshof. Seit 1. November 2013 ist Jürgen Kipp, ehemals Richter u. a. am Bundesverwaltungsgericht und Präsident des Oberverwaltungsgerichts Berlin-Brandenburg, der Ombudsmann.

## Tätigkeit
Innerhalb der ersten beiden Tätigkeitsmonate sollen bereits rund 2000 Verbraucherbeschwerden eingegangen sein. Jedes Schlichtungsverfahren soll binnen drei Monaten abgeschlossen sein.
Am 30. Dezember 2011 wurde die erste Schlichtungsempfehlung veröffentlicht. In Kreisen des Verbraucherschutzes wurde die Empfehlung begrüßt, so u. a. vom Bund der Energieverbraucher sowie mehreren Verbraucherzentralen. Vom betroffenen Energieversorger Flexstrom, der nicht Mitglied im Trägerverein ist, wurde die Schlichtungsempfehlung jedoch am 6. Januar 2012 als „parteiisch“ zugunsten des Kunden abgelehnt und erklärt, man werde die Angelegenheit vor ordentlichen Gerichten verteidigen.
Nach Aussage von Ombudsmann Dieter Wolst hat die Schlichtungsstelle Energie bis zum Oktober 2012 etwa 11.000 Anfragen erhalten, von denen bis zu diesem Zeitpunkt rund 4.000 abschließend bearbeitet worden seien.